# Ziarnojadek maskowy
Ziarnojadek maskowy (Sporophila collaris) – gatunek małego ptaka z rodziny tanagrowatych (Thraupidae), występujący w środkowej i południowo-środkowej Ameryce Południowej. W Czerwonej księdze gatunków zagrożonych IUCN klasyfikowany jest jako gatunek najmniejszej troski (LC, Least Concern).

## Systematyka
Pierwszego naukowego opisu gatunku – na podstawie holotypu, jak błędnie założył, pochodzącego z Angoli – dokonał holenderski ornitolog Pieter Boddaert w 1783 roku, nadając mu nazwę Loxia collaris. Carl Eduard Hellmayr w 1904 roku jako miejsce typowe podał okolice Rio de Janeiro. Obecnie ziarnojadek maskowy jest umieszczany w rodzaju Sporophila. Wyróżnia się 3 podgatunki: S. c. collaris (Boddaert, 1783), S. c. melanocephala (Vieillot, 1817), S. c. ochrascens Hellmayr, 1904.

## Morfologia
Mały ptak o cechach typowych dla rodzaju Sporophila, o charakterystycznym małym, grubym i zaokrąglonym dziobie – u samców jest on koloru czarnego z szarymi przebarwieniami, a u samic ciemnoszarego. Samce mają czarną głowę i policzki z białymi plamami. Kantarek biało-czarny, gardło białe. Na szyi dwie obroże, jedna biała okalająca prawie całą szyję, dolna czarna zwężająca się u nasady skrzydeł, łącząca się z czarnoszarym grzbietem. Skrzydła czarniawe z szarostalowymi obrzeżami lotek z niewielką białawą plamką na środku. Pierś, brzuch i kuper płowobiały. Szare nogi. Upierzenie samicy jest podobne do samca, tylko w rudobrązowych i oliwkowych odcieniach. Brak charakterystycznych dla samca obroży na szyi i plamek na kantarku. Głowa i grzbiet oliwkowobrązowe, skrzydła czarniawe z jasnymi obrzeżami lotek, kuper brązoworudy, nogi szare. Młode osobniki są podobne do samic. Podgatunek S. c. melanocephala jest bardziej kolorowy. Z rudym brzuchem i kuprem, rudą opaską na szyi, która wyraźnie rozszerza się na karku. Skrzydła czarne z rudymi brzegami lotek 2. i 3. rzędu. Długość ciała 12 cm, masa ciała 7,5–14 g.

## Zasięg występowania
Ziarnojadek maskowy występuje na terenach położonych do wysokości 800 m n.p.m. (inne źródła podają wysokość maksymalną 500 m n.p.m.). Występuje w środkowej i południowo-środkowej Ameryce Południowej. Jest gatunkiem osiadłym. Poszczególne podgatunki występują:
- S. c. collaris – we wschodniej Brazylii w stanach Bahia, Minas Gerais, Tocantins, Goiás i Pará i na południe po Rio de Janeiro[7].
- S. c. melanocephala – od południowo-wschodniej części stanu Mato Grosso w Brazylii przez Paragwaj, północną Argentynę (na południe po prowincje Santiago del Estero, La Rioja, Córdoba i Buenos Aires) do Urugwaju.
- S. c. ochrascens – w Boliwii na nizinach w departamentach Beni, La Paz i Santa Cruz, oraz w południowo-środkowej Brazylii (od północnego Mato Grosso na południe po zachodnie São Paulo)[7].

## Ekologia
Jego głównym habitatem są tereny podmokłe, zalane łąki i zarośla bagienne. Zamieszkuje też tereny otwarte w pobliżu rzek i jezior z wysokimi trawami. Kojarzony jest z występowaniem traw z rodzaju cibora, w szczególności z gatunkiem Cyperus giganteus. Żywi się głównie nasionami traw podejmując je bezpośrednio z kłosów, zjada również owady. Spotykany jest w parach, rzadziej w małych grupach. Rzadziej niż inne gatunki ziarnojadków spotykany z innymi gatunkami tej podrodziny.

### Rozmnażanie
Okres lęgowy ziarnojadka maskowego następuje w okresie listopad–kwiecień w Argentynie i od listopada do marca w południowo-wschodniej Brazylii. Gniazda o średnicy zewnętrznej około 5 cm są zbudowane z drobnych włókien i suchych roślin. Są umieszczone na niskich krzewach na wysokości 1,5 do 2 m nad poziomem ziemi lub wody. Budową zajmuje się samica. W zniesieniu 2–3 jaja. Czas inkubacji jaj to około 12–13 dni, wyłącznie przez samicę, pisklęta są karmione przez oboje rodziców. Młode są w pełni opierzone po 9–12 dniach od wyklucia.

## Status
W Czerwonej księdze gatunków zagrożonych IUCN ziarnojadek maskowy od 1988 roku jest klasyfikowany jako gatunek najmniejszej troski (LC, Least Concern). Liczebność populacji nie została oszacowana, ale ptak ten opisywany jest jako dosyć pospolity. Zasięg jego występowania według szacunków organizacji BirdLife International zajmuje około 5,56 mln km². BirdLife International uważa, że populacja ma trend stabilny ze względu na brak dowodów na jej zmniejszanie się oraz brak znaczących zagrożeń.